# Trencanous del Caixmir
El trencanous del Caixmir (Nucifraga multipunctata) és un ocell de la família dels còrvids (Corvidae). Habita boscos de coníferes a l'Himalaia occidental. Considerat una subespècie del trencanous eurasiàtic (N. multipunctata), va passar a ser considerat una espècie de ple dret, arran els treballs de Madge i Burn, 1994.